# 大久保通方
大久保 通方（おおくぼ みちかた、1947年5月13日 - ）は、写真家、日本移植者協議会会長、日本臓器移植ネットワーク専務理事。

## 人物
1947年、大阪府大阪市に生まれる。日本大学芸術学部中退。商業写真家として活躍する。
30歳代のとき、腎臓移植を受ける。1991年に、日本移植者協議会の設立に加わり、理事長として活躍する。『臓器の移植に関する法律』の実現、および、書面での臓器提供意思表示を求めるような臓器移植の規制の緩和を求め、臓器移植を求める患者側の代表として、マスコミに登場する。
2009年4月より、『臓器の移植に関する法律』改正に向けて国会審議が進められるが、家族同意の臓器提供意思表示を認め臓器摘出の年齢撤廃を求める法案の成立を、患者側として強く主張し、大久保通方が自ら、7月2日に参議院の厚生労働委員会で参考人として発言する。要求が通った法案が同年7月13日可決成立する。